# مدراء فظيعون
مدراء فظيعون (بالإنجليزية: Horrible Bosses)‏ هو فيلم كوميدي أمريكي صدر في سنة 2011. الفيلم من إخراج سيث جوردن ومن بطولة جيسون بيتمان وجيسون سوديكس وجينيفر أنيستون وكولين فاريل وكيفين سبيسي.

## القصة
يدور الفيلم حول ثلاث أصدقاء يقررون الانتقام من رؤسائهم الغلظين، بعد إدراكهم بأنهم يقفون في طريق سعادتهم.

## الميزانية والإيرادات
بلغت تكلفة إنتاج الفيلم حوالي 35–37 مليون دولار بينما حقق أرباحا تقدر بـ 209.6 مليون دولار.

## روابط خارجية
- مدراء فظيعون على موقع IMDb (الإنجليزية)
- مدراء فظيعون على موقع ميتاكريتيك (الإنجليزية)
- مدراء فظيعون على موقع الموسوعة البريطانية (الإنجليزية)
- مدراء فظيعون على موقع روتن توميتوز (الإنجليزية)
- مدراء فظيعون على موقع نتفليكس (الإنجليزية)
- مدراء فظيعون على موقع قاعدة بيانات الأفلام العربية
- مدراء فظيعون على موقع ألو سيني (الفرنسية)
- مدراء فظيعون على موقع Turner Classic Movies (الإنجليزية)
- مدراء فظيعون على موقع أول موفي (الإنجليزية)
- مدراء فظيعون على موقع بوكس أوفيس موجو (الإنجليزية)